# Silvestro Guzzolini
Silvestro Guzzolini (Osimo, 1177 circa – Fabriano, 26 novembre 1267) è stato abate benedettino, fondatore della Congregazione dei Silvestrini, ed è venerato come santo dalla Chiesa cattolica.

## Biografia
Silvestro nacque attorno al 1177 ad Osimo, figlio di Gislerio e Bianca, rampollo dell'aristocrazia ghibellina di Osimo.
Venne avviato dal padre agli studi di Giurisprudenza all'Università di Bologna, al tempo centro accademico più importante d'Italia e Teologia a Padova. Tornato ad Osimo Silvestro scoprì la propria inclinazione per la teologia, venne ammesso tra i canonici del Duomo di Osimo. A causa del lassismo della Chiesa dei suoi tempi, entrò in conflitto con il locale vescovo Sinibaldo e decise di ritirarsi in eremitaggio.
Il suo primo eremo fu la grotta detta Grottafucile, su un monte prospiciente la Gola della Rossa non lontano dalle Grotte di Frasassi, che gli fu donato dalla nobile famiglia dei Rovellone che dà il nome al monte ove sorgeva l'eremo e che Silvestro raggiunse nel 1227.
Nel 1228, preoccupato per la fama raggiunta dall'eremita, e diffusa tra il popolo della regione, papa Gregorio IX inviò una delegazione di domenicani, fra' Riccardo e fra' Bonaparte per invitare Silvestro ad accettare di entrare nella regola di un ordine monastico già costituito vista la presenza di altri chierici che raggiungevano l'eremo e seguivano la dura vita del canonico eremita. Questo era la regola indicata dal Concilio Lateranense IV (1213-1215). Silvestro scelse la regola benedettina e nel 1248 ricevette l'approvazione della Regola Benedettina Silvestrina da papa Innocenzo IV.
In questo periodo il monachesimo cattolico pativa della defezione di molti importanti figure che poi andranno, come Silvestro, a costituire degli ordini monastici nuovi, il cosiddetto monachesimo riformato, che vide sorgere gli ordini Celestino, Olivetano, Vallombrosano ed altri, tutti accettarono la regola di San Benedetto.

### Da Grottafucile a Monte Fano

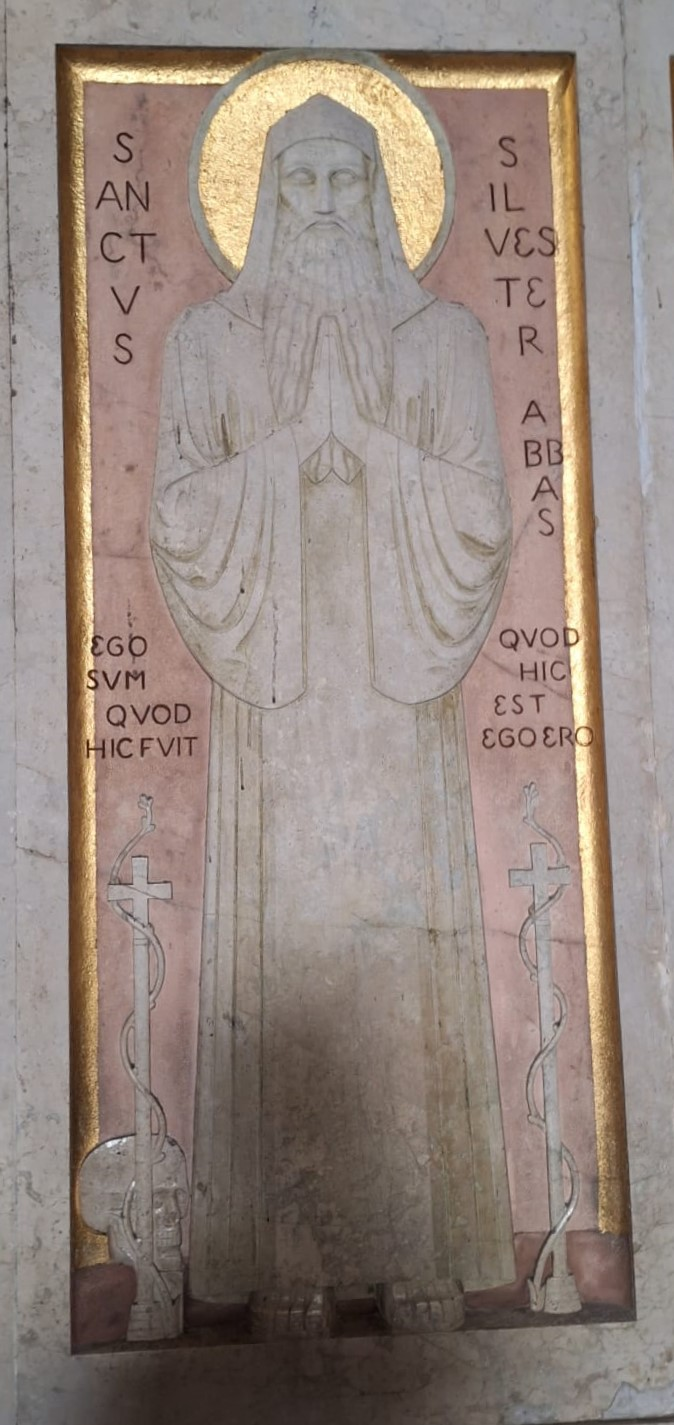
Rappresentazione di san Silvestro Abate nella cripta dell'abbazia di Montecassino

Nel 1231 vista la popolarità raggiunta da Silvestro e il conseguente aumento dei discepoli, data la dimensione ridotta dell'Eremo di Grottafucile, Silvestro fu costretto a spostare la residenza dei neonati silvestrini in un monastero non lontano da Fabriano, l'Eremo di Monte Fano, e il nome ufficiale della Congregazione Silvestrina divenne "Ordine di San Benedetto di Monte Fano", anche se a Grottafucile rimase il piccolo monastero almeno fino al XIX secolo abitato dai monaci silvestrini che costruirono anche una chiesa detta di Santa Maria a Grottafucile oggi ambedue ridotti a rovine.
Il Monte Rovellone, nel '900 fu sfruttato dai nuovi proprietari per una cava la cui attività rischiava la distruzione del primo eremo di San Silvestro, nello stesso periodo fu minacciato anche dalla costruzione del tunnel di Gola della Rossa. Negli anni '70 il Ministero dell'Istruzione chiuse la cava del Rovellone e l'eremo venne salvato dalla completa distruzione.
I benedettini di Monte Fano si propagarono per l'Italia centrale e fondarono molti monasteri, alcuni anche femminili, primo fra tutti il Monastero di San Benedetto di Fabriano, fondato nel 1244 dallo stesso Silvestro che divenne la sede principale dell'Ordine, ed anche alcuni molto importanti come quello di San Benedetto a Perugia e San Marco a Firenze.
Nel 1267 Silvestro Guzzolini morì a Monte Fano e le sue spoglie sono nell'eremo da lui creato e dove la tradizione agiografica colloca il verificarsi di vari eventi miracolosi.

## Culto
Fu proclamato santo nel 1598, sotto il pontificato di papa Clemente VIII, nato a Fano quindi marchigiano come Silvestro.
La festa liturgica è il 26 novembre.